# Rudolph A. Marcus
Rudolph Arthur Marcus, född 21 juli 1923 i Montréal, är en kanadensisk-amerikansk fysikalisk kemist. Han fick Nobelpriset i kemi 1992 "för hans bidrag till teorin för elektronöverföringsreaktioner i kemiska system".
Marcus studerade vid McGill University fram till sin doktorsexamen 1946. Han var verksam vid Polytechnic Institute of Brooklyn 1951–1964 och vid University of Illinois at Urbana-Champaign 1964–1978. Han blev amerikansk medborgare 1958. Sedan 1978 är han professor vid Caltech.
RRKM-teorin (Rice-Ramsperger-Kassel-Marcus) och Marcusteori är uppkallade efter honom. RRKM-teorin behandlar unimolekylära reaktioner på ytor; Marcusteori beskriver de kinetiska och termodynamiska aspekterna hos elektronöverföring mellan åtskilda species.
Marcus tilldelades 1984/1985 års Wolfpris i kemi.